# Antigraviator
Antigraviator — антигравітаційна гоночна відеогра, розроблена бельгійською компанія Cybernetic Walrus і опублікована Iceberg Interactive для платформ Microsoft Windows 6 червня 2018 року,⁣ PlayStation 4 29 жовтня 2019 року та Xbox One 1 травня 2020 року.

## Сюжет
Сеттинг Antigraviator описується як найближче майбутнє, де перегони набули великої популярності завдяки науковим проривам в антигравітації та тераформуванні. В результаті цих проривів народився антигравіаторний турнір. Антигравітаційні кораблі, які використовуються на цьому турнірі, називаються «Гравами».

## Геймплей
Antigraviator — це перегони в дусі Wipeout і F-Zero. У грі є однокористувацький і багатокористувацький режим, який підтримує до восьми гравців. У грі немає обмеження швидкості, тому вона вважається найшвидшою коли-небудь створеною грою.

## Розробка
Очікувалося, що гра вийде в другому кварталі 2018 року для Windows PC, PlayStation 4 і Xbox One. Розробником гри є бельгійська інді-студія Cybernetic Walrus. Компанія складається з випускників університету Howest у Бельгії. Гра створена на движку Unity. У квітні 2017 року було оголошено, що гра отримає кампанію на Kickstarter. Згодом гра так і не отримала фінансування.
Після кампанії на Kickstarter голландський видавець Iceberg Interactive підписав контракт на мультиплатформенний випуск гри у другому кварталі 2018 року. Гра буде локалізована англійською, французькою, німецькою, італійською, російською та спрощеною китайською.
Antigraviator був розроблений з використанням двигуна Unity, на який звернули увагу Unity Technologies. Гру було відібрано для експонування на виставці Unite Austin 2017 Made with Unity, де були обрані для експонування «унікальні ігри різних стилів, жанрів, механік і платформ». Доповідачами на Unite Austin 2017 були запрошені генеральний директор Cybernetic Walrus Майк Кук і художник з питань навколишнього середовища Саболч Чісмадіа. Вони прочитали лекцію про те, як команда Cybernetic Walrus використовувала Unity 2017 для розробки Antigraviator. Крім того, ресурси з гри використовувалися під час навчального дня Unite Austin, де учасники навчилися створювати власну гоночну гру. Пізніше тренувальну серію було випущено на YouTube.

## Оцінки й відгуки
| Агрегатор  | Оцінка                    |
| ---------- | ------------------------- |
| Metacritic | (PC) 65/100 (XONE) 60/100 |

| Видання     | Оцінка |
| ----------- | ------ |
| Destructoid | 7/10   |
| Push Square | [ 31 ] |

Antigraviator отримав «змішані або середні» відгуки, згідно з оглядів Metacritic.
Destructoid оцінив гру позитивно, зазначивши, що спроби Antigraviator виділитися з-поміж інших ігор цього жанру не доповнили загальний пакет, і написав: «Дизайн доріжки надійний, відчуття швидкості чудове, а елементи керування жорсткі та відчуваються знайомий кожному, хто грав у гоночні ігри.» Push Square, навпаки, критикував гру через її громіздке керування, непрацюючу систему пасток і погану презентацію, незважаючи на відчуття швидкості та різноманітність режимів.